# Camponotus evae
Camponotus evae é uma espécie de inseto do gênero Camponotus, pertencente à família Formicidae.